# Billy Eichner
Billy Eichner, né le 18 septembre 1978 à New York (États-Unis), est humoriste, acteur et producteur de cinéma américain.
Il est notamment connu pour avoir joué le rôle de Harrison Wilton dans la série horrifique American Horror Story ainsi que pour le rôle de Billy Epstein dans la série télévisée Difficult People (en). En 2019 il fait le rôle de Timon dans Le Roi lion qui est réalisé par Jon Favreau.

## Filmographie

### Cinéma
- 2008 : Jackpot de Tom Vaughan : Band Leader
- 2010 : The Charlie Sheen Is Too Damn High (court métrage) de lui-meme : Timmy McMillan
- 2013 : Glitter and Ribs (court métrage) de Stoney Sharp : Taylor Swift
- 2015 : Jamais entre amis (Sleeping with other People) de Leslye Headland : SLAA Speaker
- 2016 : Nos pires voisins 2 (Neighbors 2) de Nicholas Stoller : Oliver Studebaker
- 2018 : Most Likely to Murder de Daniel Gregor : Speigel
- 2019 : Noelle de Marc Lawrence : Gabriel Kringles
- 2022 : Bros de Nicholas Stoller : Bobby Leiber
- 2025 : Honey Don't! d'Ethan Coen

#### Doublage
- 2014 : Les Pingouins de Madagascar (Penguins of Madagascar) de Simon J. Smith et Eric Darnell : le journaliste de New York
- 2016 : Angry Birds, le film (Angry Birds) de Clay Kaytis et Fergal Reilly : Chef Pig / Phillip
- 2019 : Le Roi lion (The Lion King) de Jon Favreau : Timon
- 2024 : Mufasa : Le Roi lion (Mufasa: The Lion King) de Barry Jenkins : Timon

### Télévision

#### Jeux télévisés
- 2011-2019 : Billy on the Street (présenté par Billy Eichner)

#### Téléfilms
- 2016 : Hairspray Live! de Kenny Leon (en) et Alex Rudzinski : Rob Barker (comédie musicale)

#### Séries télévisées
- 2013-2015 : Parks and Recreation de Greg Daniels et Michael Schur : Craig Middlebrooks (saisons 6 et 7, 17 épisodes)
- 2013-2021 : Bob's Burgers de Loren Bouchard : Mr. Ambrose (voix) (saisons 3, 4, 6, 7 et 8, 10 épisodes) (série télévisée d'animation)
- 2014 : The Millers de Greg Garcia : Leon (saison 2, 1 épisode)
- 2014 : New Girl de Elizabeth Meriwether (en) : Barry (saison 4, 1 épisode)
- 2015-2017 : Difficult People de Julie Klausner (saisons 1, 2 et 3, 28 épisodes)
- 2016 : Unbreakable Kimmy Schmidt de Tina Fey et Robert Carlock : lui-même (saison 2, 1 épisode)
- 2017-2019 : Des amis d'université (Friends from College) de Francesca Delbanco et Nicholas Stoller : Dr Felix Forzenheim (saisons 1 et 2)
- 2017 : American Horror Story : Cult de Ryan Murphy et Brad Falchuk : Harrison Wilton (7 épisodes)
- 2018 : American Horror Story : Apocalypse de Ryan Murphy et Brad Falchuk : Brock / Mutt Nutter (5 épisodes)
- 2018 : Les Simpson de Matt Groening : Billy (saison 30, 1 épisode) (série télévisée d'animation)
- 2019-2022 : Les Œufs verts au jambon : Mr. Walter Bigman (saison 1, épisode 11)
- 2021 : American Crime Story: Impeachment : Matt Brudge
- 2021 : Dickinson, saison 3, épisode 4 This is my Letter to the World de Rachael Holder : Walt Whitman

#### Télé réalité
- 2018 : RuPaul's Drag Race de World of Wonder Productions : lui-même, en tant que "guest judge" (saison 10, 1 épisode)

## Voix francophones
En France
- Jérémy Prévost[1] dans :
  - Nos pires voisins 2
  - American Crime Story (série télévisée)

- Fabrice Lelyon[1] dans :
  - American Horror Story (série télévisée)
  - Noelle
- Jamel Debbouze dans :
  - Le Roi lion (voix)
  - Mufasa : Le Roi lion (voix)

Et aussi
- Emmanuel Garijo dans Parks and Recreation[2] (série télévisée)
- Guillaume Bourboulon dans The Millers[1] (série télévisée)
- David Manet (Belgique) dans Des amis d'université (série télévisée)
- Tanguy Goasdoué dans Bros[1]

Au Québec